# Sergi Roberto
Sergi Roberto Carnicer (født 7. februar 1992) er en spansk fodboldspiller, der spiller som højre back og midtbane.

## Landshold
Kort tid efter Roberto fik sin FC Barcelona B debut, blev han udtaget til det spanske U17 landshold. Her nåede han at spille 11 kampe og score tre mål.
Han spiller i øjeblikket for U21 landsholdet, og for det catalanske landshold. Han venter endnu på sin debut for det Spanske landshold.
Han har derudover også spillet for U18 og U20 landsholdet.

## Klubkarriere

### FC Barcelona B
Roberto blev født i den catalanske del af Spanien. Som 14 årig spillede Roberto på Barcelonas populære ungdomsakademi, La Masia. I 2009-2010 sæsonen startede han som blot 17-årig med at spille for Barcelonas reserve hold, Barcelona B. I sin tid på B-holdet gjorde han det bemærkelsesværdigt godt, og det gjorde, at han allerede i 2010 fik lov til at spille kampe for senior holdet, FC Barcelona. Han blev dog først permanent rykket op til FC Barcelona i 2013.
Roberto nåede i alt at spille 106 kampe og scorede syv mål.

### FC Barcelona
Allerede den 10. november 2010 spillede Roberto en halvleg for Barcelona, da Roberto og co. vandt 5-1 over AD Ceuta i Copa del Rey.
Den 27. november 2011 fik Roberto sin Champions League debut, hvor han erstattede David Villa i 89' minut i 2-0 sejren over Real Madrid.
Sergi Roberto blev regnet som en af de helt store talenter i FC Barcelona, og blev til tider sammenlignet med midtbane-legenden Xavi. Så i 2013 blev han permanent rykket op på førsteholdet.